# Schloss Altenstadt (Erbendorf)

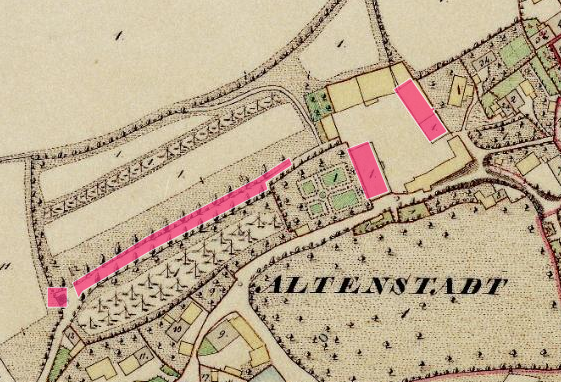
Lageplan von Schloss Altenstadt auf dem Urkataster von Bayern

Das denkmalgeschützte Schloss Altenstadt befindet sich in der Oberpfälzer Stadt Erbendorf im Landkreis Tirschenreuth (Schloßstraße 10–12). Die Anlage wird als Bodendenkmal unter der Aktennummer D-3-77-116-15 im Bayernatlas als „Altenstädter Schloss; Wohnhaus“ geführt. Ebenso ist sie unter der Aktennummer D-3-77-116-15 als denkmalgeschütztes Baudenkmal von Erbendorf verzeichnet.

## Geschichte
Altenstadt, heute ein Gemeindeteil von Erbendorf, ist die Vorgängersiedlung von Erbendorf. 1109 wurde in einer Urkunde von Papst Paschalis II. erstmals „Herbendorf“ und 1205 „Herbindorf“ genannt. Dort befindet sich das Schloss Altenstadt, das bis in das hohe Mittelalter Schloss Erbendorf hieß; erst im 13. Jahrhundert wurde der Ort auf den Hügel von Erbendorf verlegt und die frühere Burg erhielt den Namen Altenstadt. 1173 hielt Kaiser Friedrich Barbarossa dort einen Hoftag ab; daraus ist auf die Existenz einer Burg und einer Kirche zu schließen.
Mit „Wolfardus de Erpendorff“ 1277 wurde in Urkunden der Landgrafen von Leuchtenberg erstmals ein Ortsadeliger erwähnt. Es wird vermutet, dass dieser ursprünglich ein Weißenoher Dienstmann war. In einem Salbuch von Herzog Ludwig dem Strengen wird die Vogtei über „Aerbendorf“ erwähnt. Ab 1332 war das Egerer Patriziergeschlecht der Häckel im Besitz der Burg, zuerst wurde ein „Konrad Hechel von Aerndorf“ genannt, der 1339 nochmals als „Chunrad der Heckel zu Ermdarf“ erwähnt wurde. 1348 wurden auch dessen Söhne „Ulrich“ und „Fritsch“ genannt. Der Besitz ging an Hans II. Heckel, den Sohn des Konrad über. Nach dessen Tod († 1408) kam die Burg an Jobst Redwitzer, 1410 war dort ein Friedrich Redwitzer, der 1416 nochmals als „Friederich Rewitzer von Erndorff“ genannt wurde. Im gleichen Jahr ging die Burg an Hartung den Jüngeren von Egloffstein über. Im Landsassenregister von 1518 ist ein „Veit vom Egloffstain zur Altenstat“ eingetragen. 1530 wurde „Hans von Egloffstein“ als Letzter seiner Familie genannt. In den nachfolgenden Erbauseinandersetzungen gelangte die Burg an Wolf Bärnklau und Michael Uttinger. 1544 bis 1540 gehörte sie Wolf Pencloe zur Alltenstat allein. Es folgten Jakob Grünhofer (vor 1557) und Hans Steffan Pockh.
Nach dem Brand von 1559 wurde die Burg als Schloss wieder aufgebaut. 1573 kaufte der Markt Erbendorf das Schloss, konnte es aber nicht halten. Der Wiederaufbau wurde durch den neuen Besitzer Georg Fabricius vorgenommen, der 1575 bis 1605 dort ansässig war. Ihm folgte bis 1639 sein Sohn Hans Georg Fabricius, dann dessen Schwiegersohn Hans Paul Schreyer († 1647). 1662 ging das Schloss durch Heirat an Georg Sebastian Ott von Ottengrün über. 1691 kaufte es Paulus Lechner auf Lechfeld, 1702 Maria Christine von Bibra, 1713 erwarben es die von Waldenfels, 1730 kaufte es Freiherr von Wenkheim, 1743 kam es an die von Würsching, 1763 an die von Gemmingen, 1764 an die von Massenbach und ab 1781 an die von Lindenfels. Diese gliederten Altenstadt mit allen bäuerlichen Anwesen in ihr Schlossgut Thumsenreuth ein. Mit dem Bayerischen Gemeindeedikt Anfang des 19. Jahrhunderts wurde Altenstadt 1808 eine Landgemeinde. Die Eingemeindung nach Erbendorf erfolgte 1938.

## Schloss Altenstadt heute
Das Schloss wurde nach dem Brand von 1559 neu erbaut. Ein Eckquader im Keller zeigt die Jahreszahl „1578“, vermutlich ein Baudatum. Um 1743 erfolgten weitere Ausbauten. 1832 zerstörte ein neuerlicher Brand das Schloss, das aber wieder errichtet wurde. Neben dem Schloss steht die St.-Veit-Kirche, vermutlich die frühere Burgkirche; diese wurde 1950 in ein Wohnhaus umgebaut.
Das als Wohnhaus genutzte Altenstädter Schloss ist ein zweigeschossiger, giebelständiger und verputzter Massivbau mit Steildach, der im Kern auf das Jahr 1578 zurückgeht und nach dem Brand von 1832 erneuert wurde. Das Gebäude besitzt ein Sandsteinportal aus dem letzten Viertel des 18. Jahrhunderts mit Renaissance- und Neubarockformen. Zu dem Schlossensemble gehört ein Nebengebäude, ein ebenfalls zweigeschossiger, verputzter Massivbau mit Steildach, der auch von 1578 stammt; eine Türrahmung trägt die Jahreszahl „1784“. Westlich des Schlosses befindet sich eine Lindenallee.